# ناسیون (متروی پاریس)
ناسیون (فرانسوی: Nation‎) یکی از ایستگاه‌های خط ۱، خط ۲، خط ۶ و خط ۹ متروی پاریس و شبکه تندرو منطقه‌ای است که در منطقه ۱۱ و منطقه ۱۲ پاریس واقع شده و در سال ۱۹۰۰ تأسیس شده‌است. در سال ۲۰۱۹ میلادی ۸٫۸۳۴٬۶۶۰ مسافر از این ایستگاه استفاده کرده‌اند.

## نگارخانه

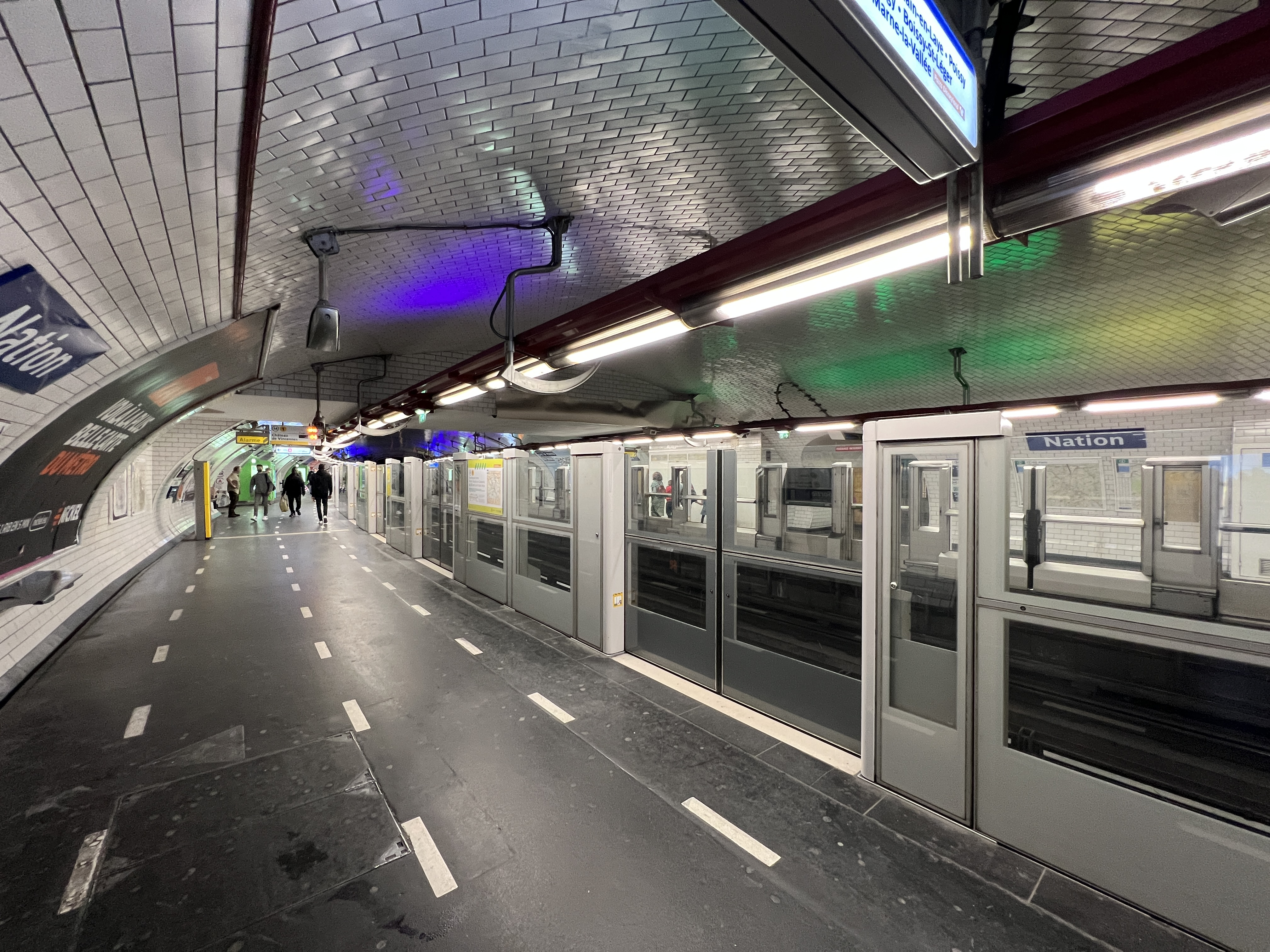
سکو خط ۱ متروی پاریس
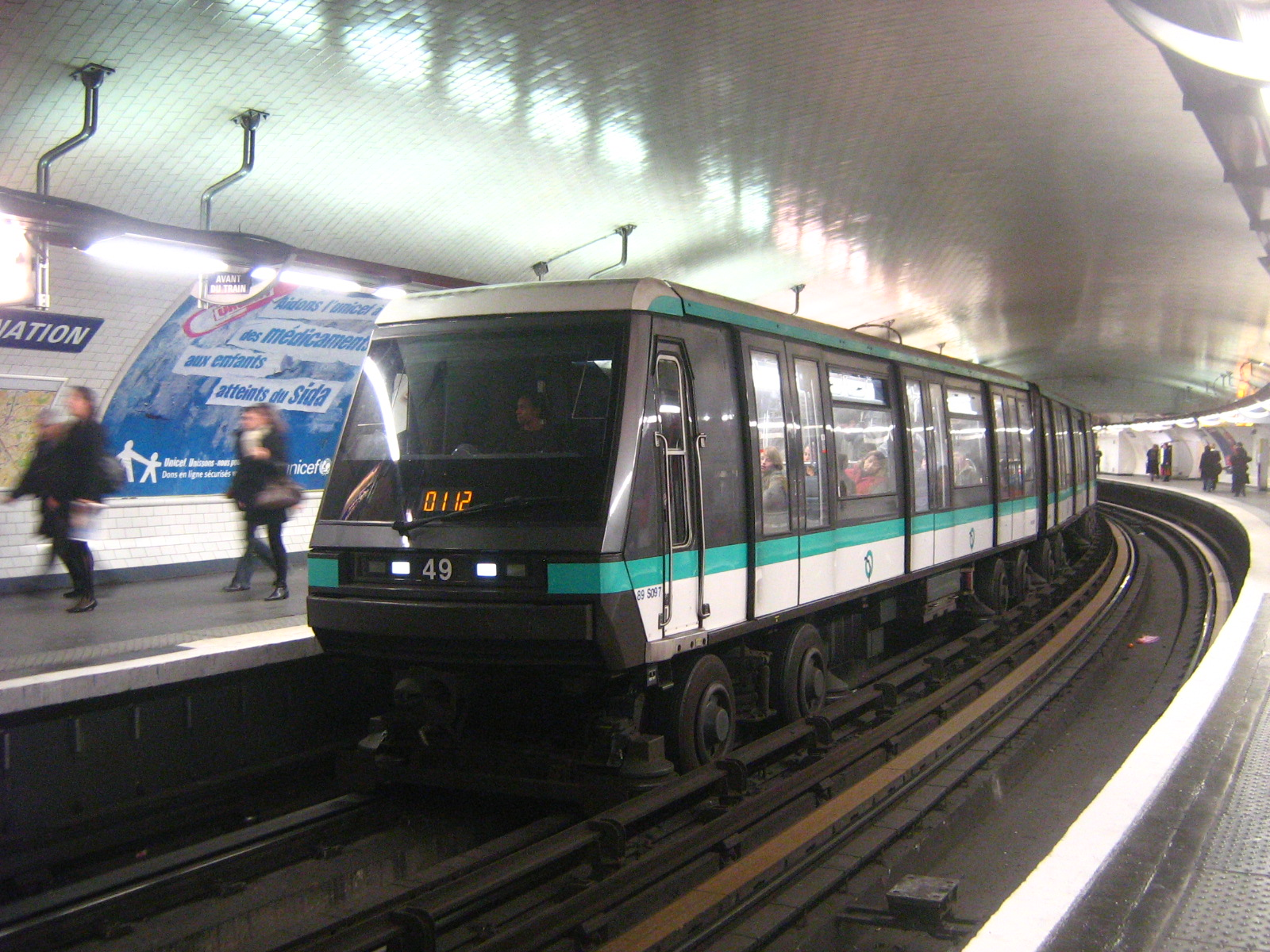
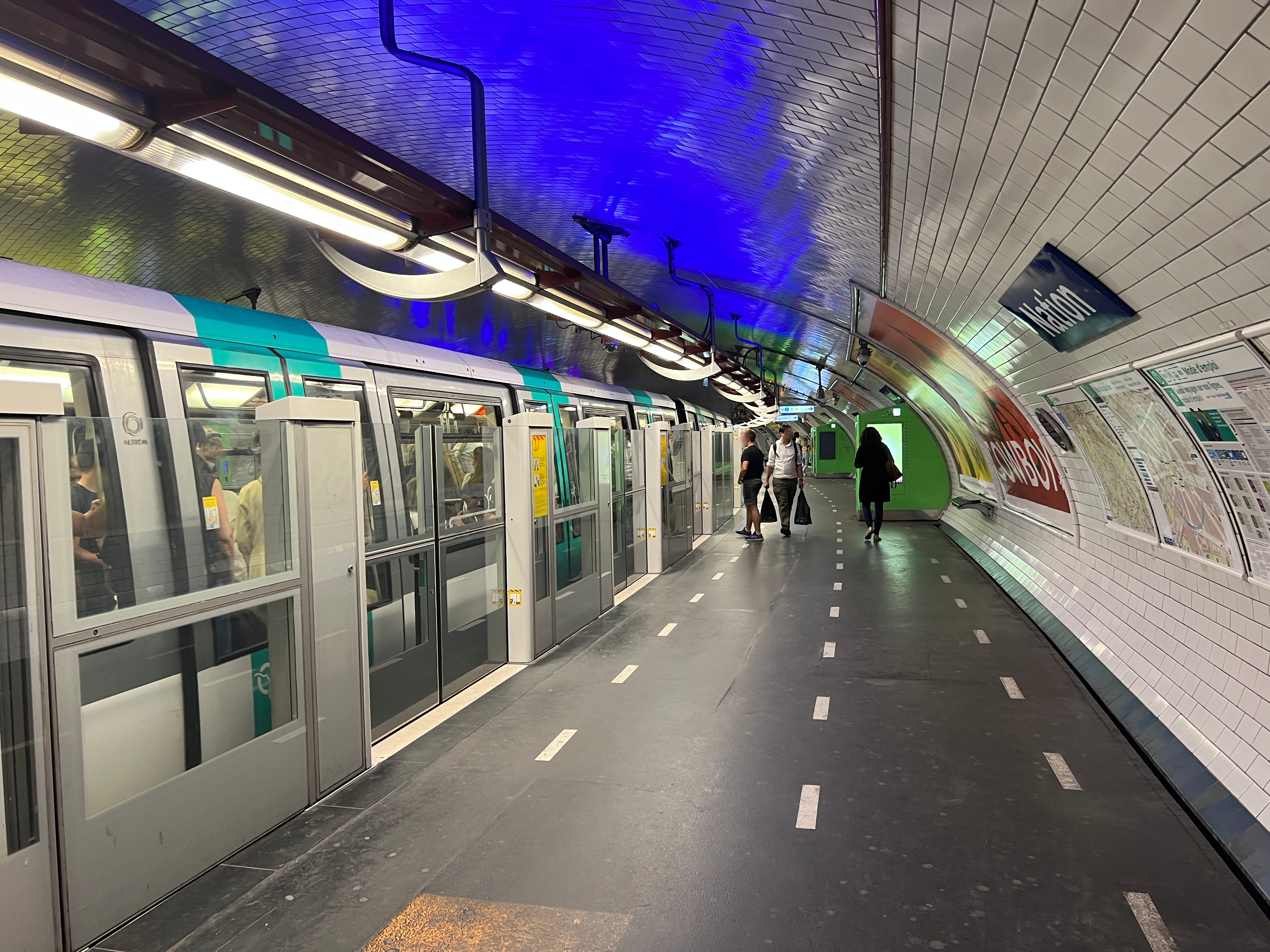
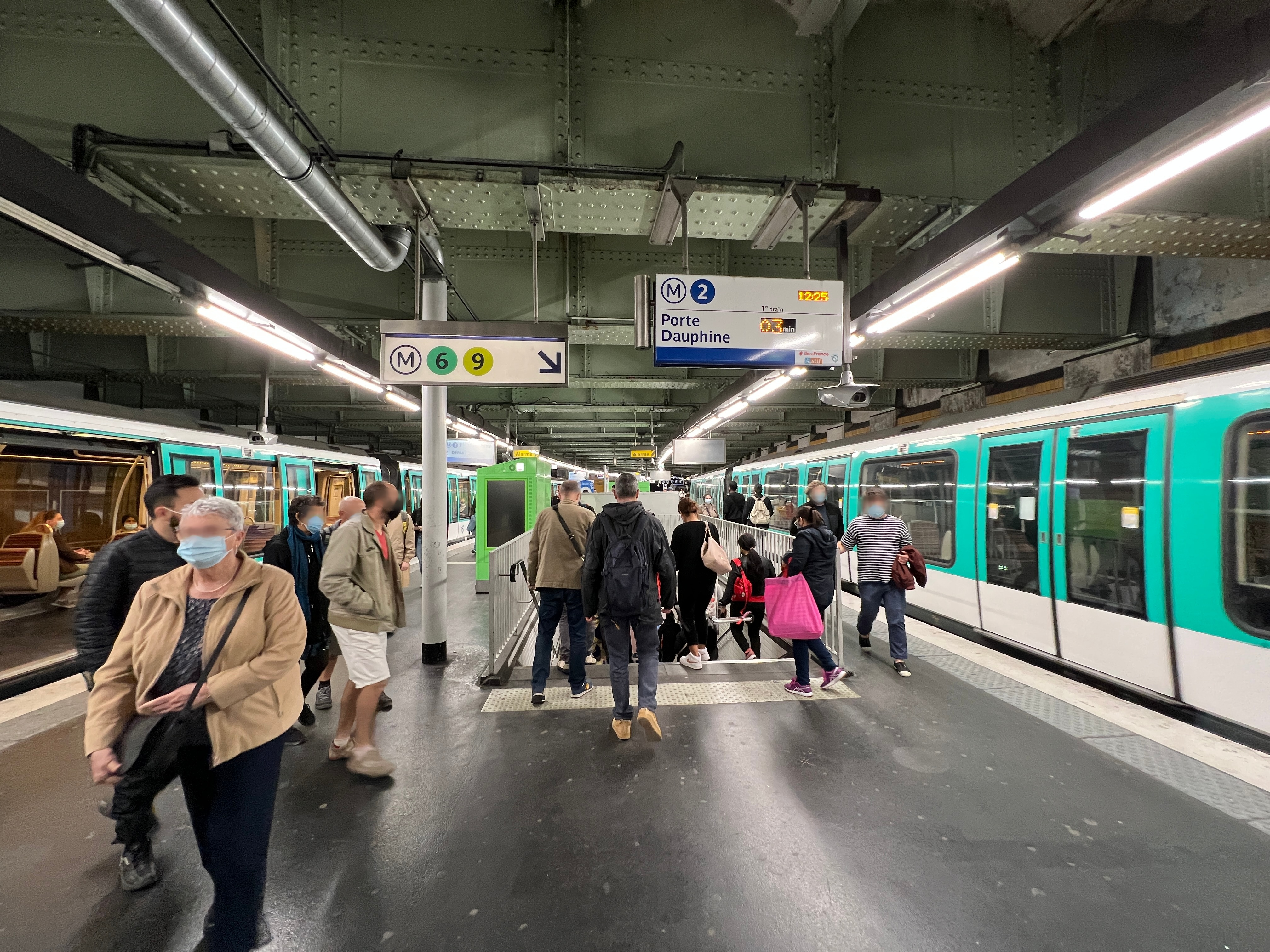
سکو خط ۲ متروی پاریس
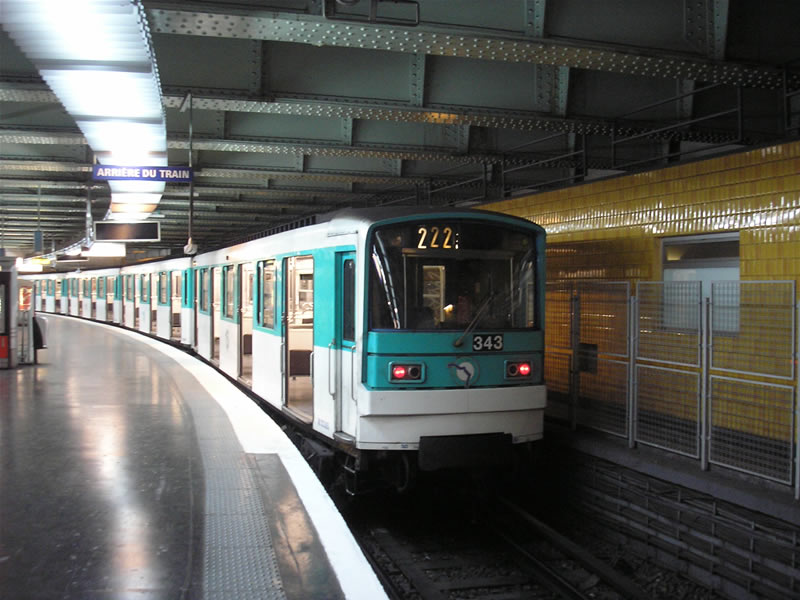
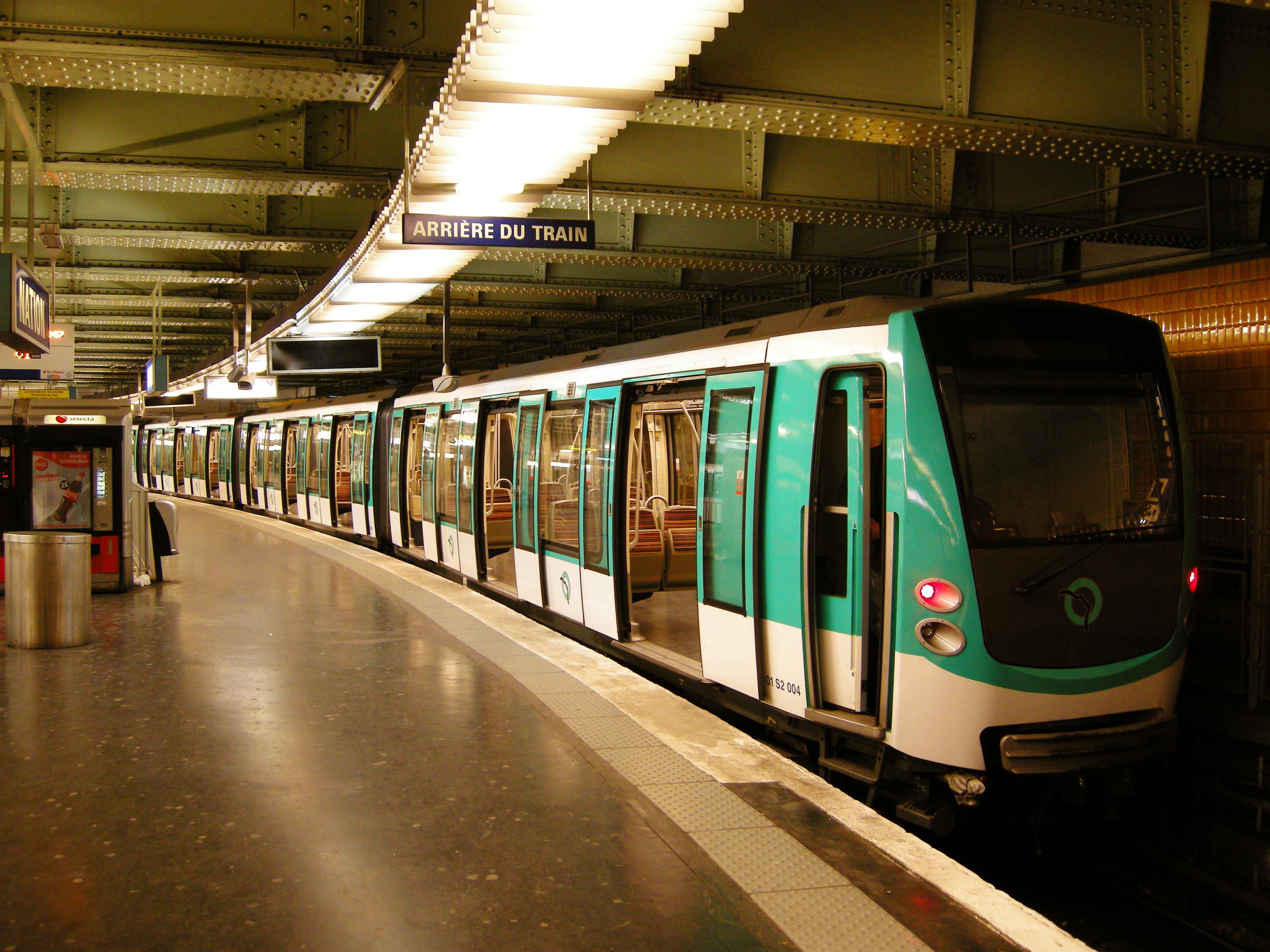
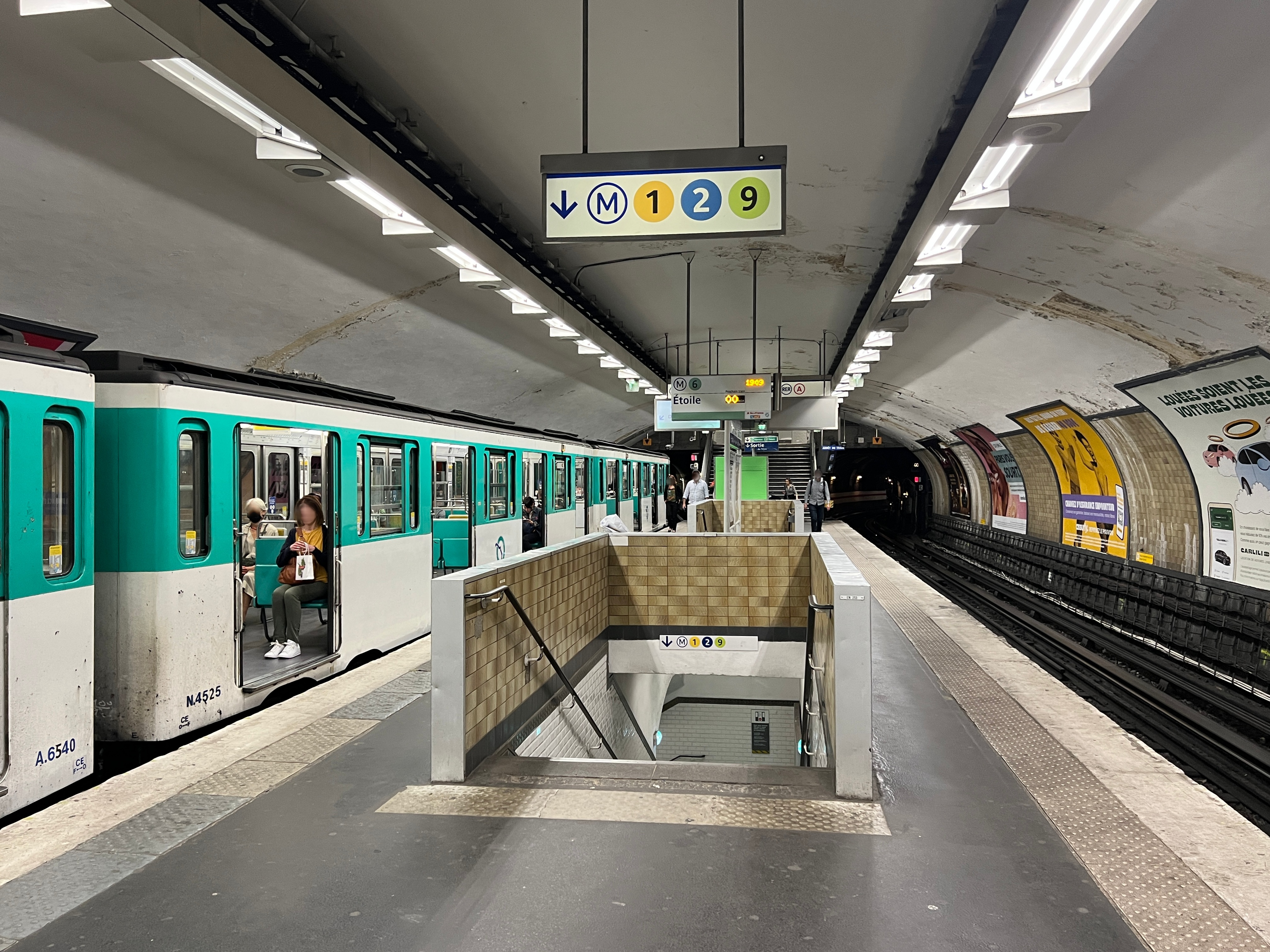
سکو خط ۶ متروی پاریس
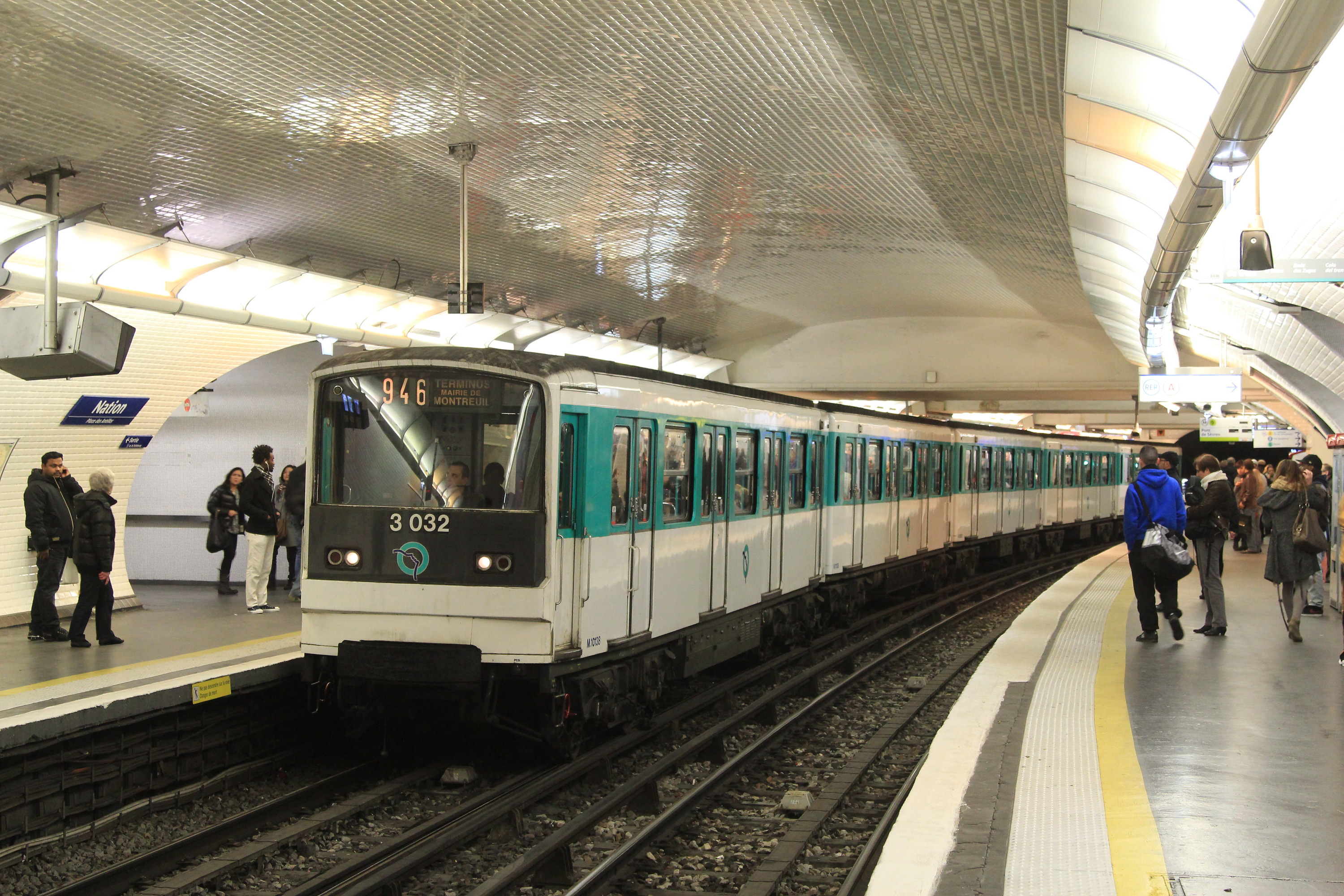
خط ۹ متروی پاریس
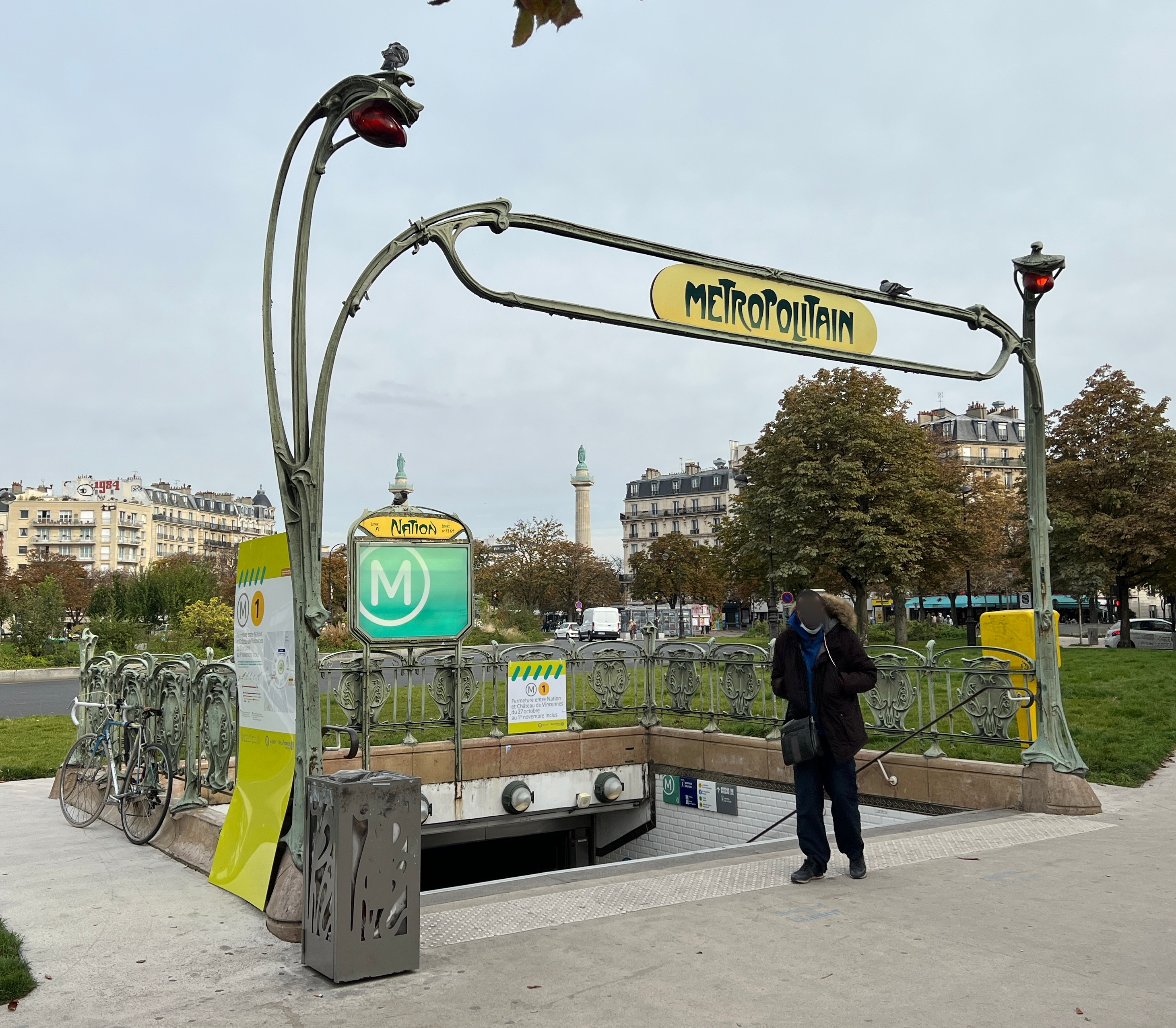
ورودی
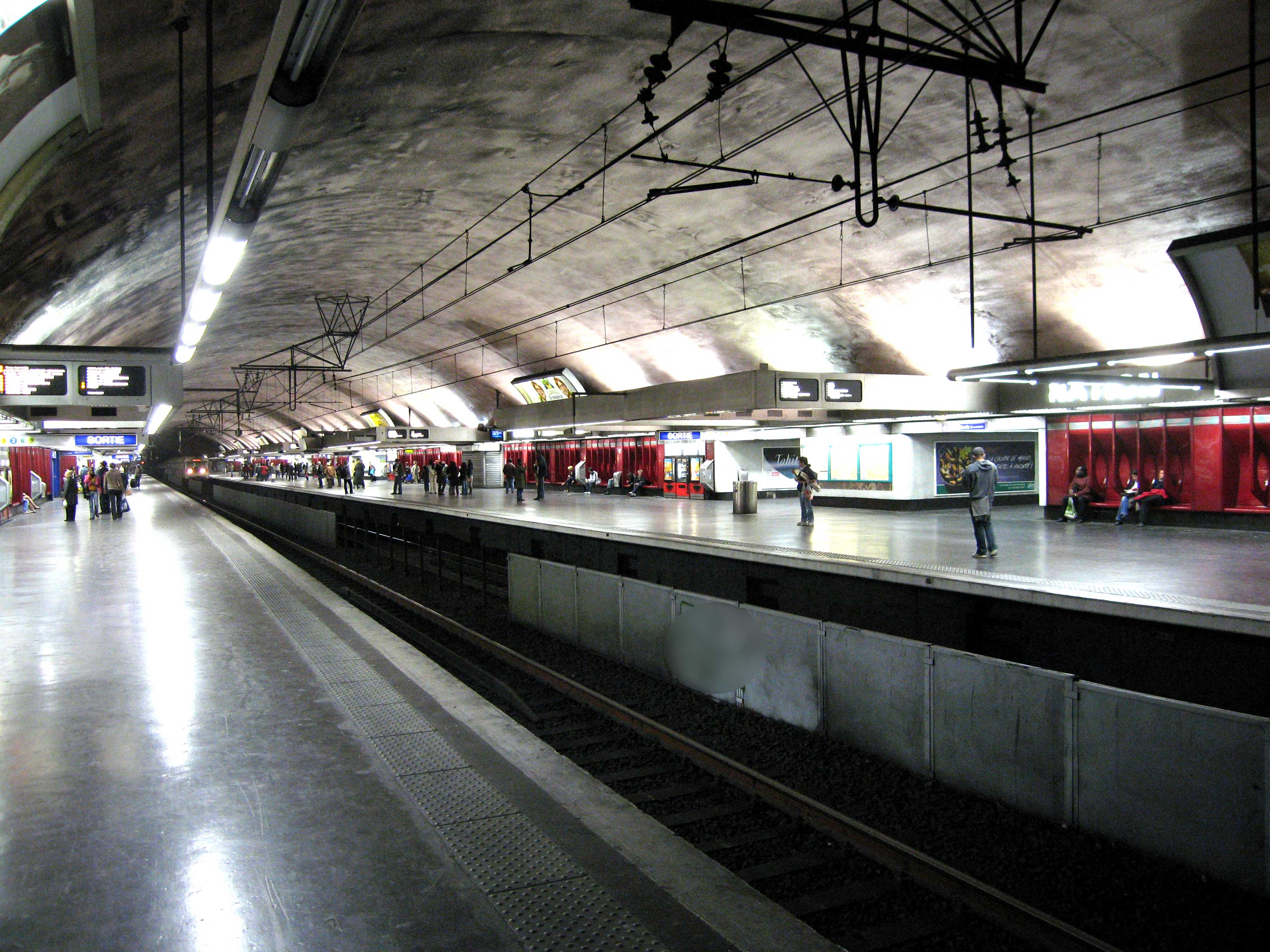
RER A platforms
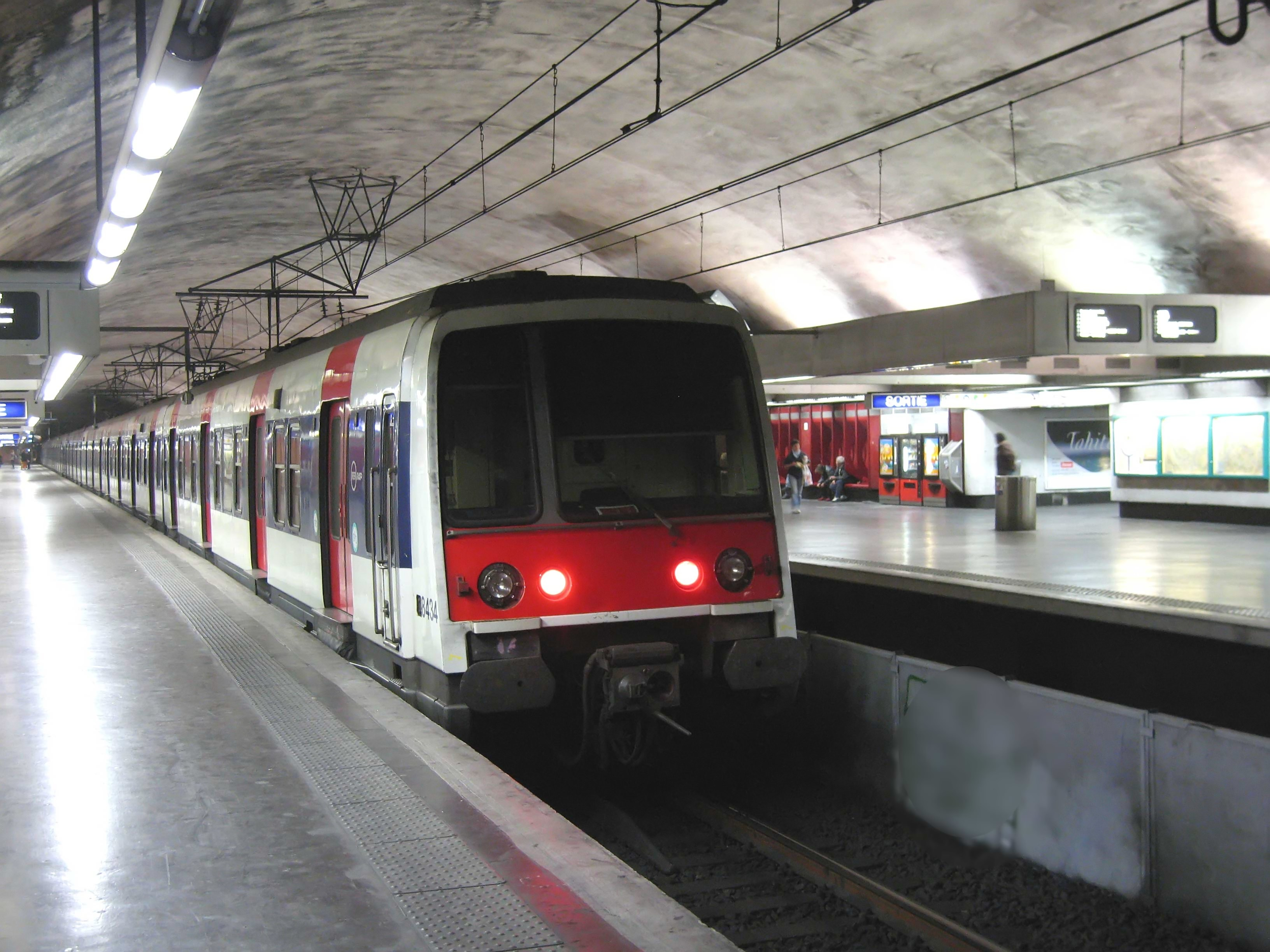
RER A MI 84 rolling stock